# Stenocactus ochoterenianus
Stenocactus ochoterenianus là một loài thực vật có hoa trong họ Cactaceae. Loài này được Tiegel miêu tả khoa học đầu tiên năm 1933.